# Крымско-готский язык

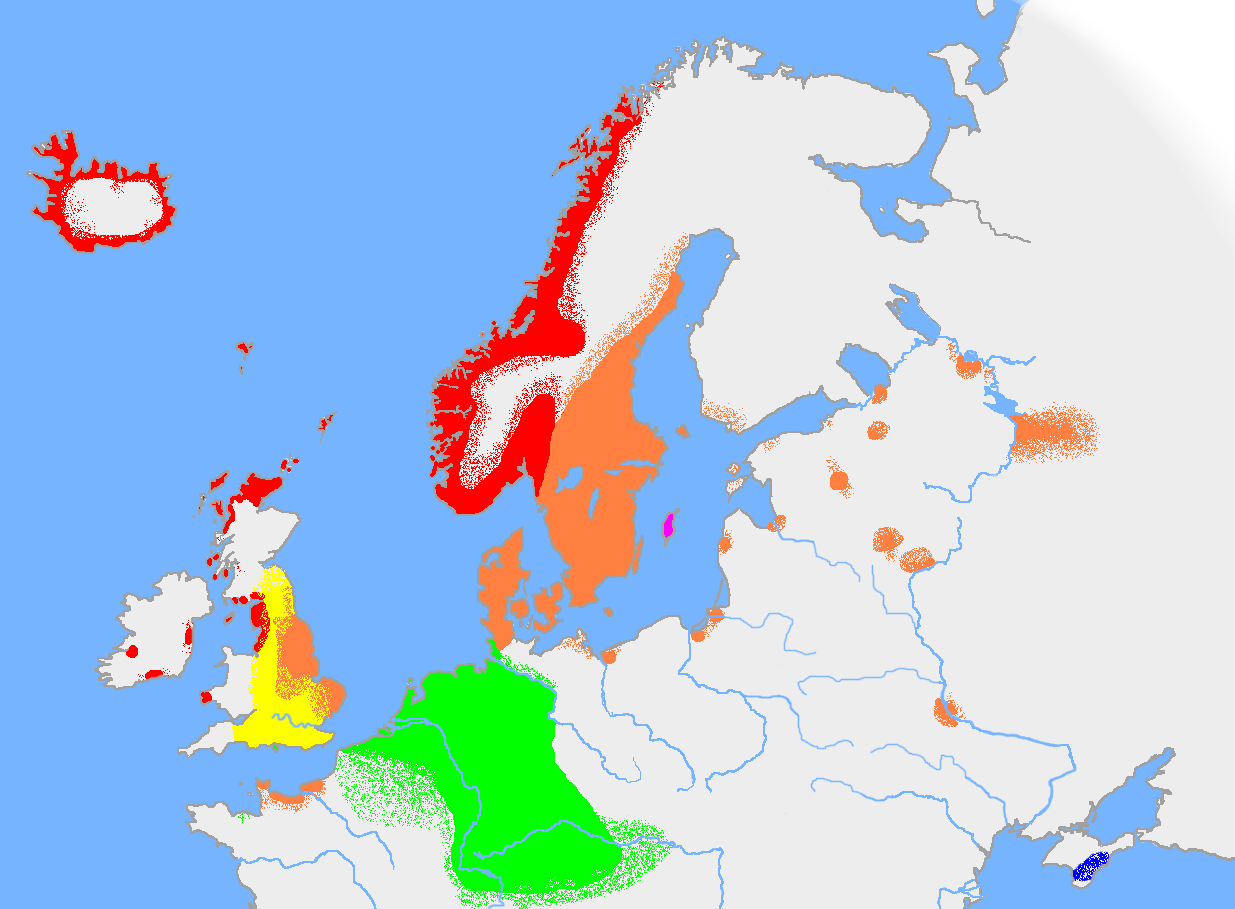
Примерные пределы распространения древнескандинавского языка и родственных ему языков в X веке. Красным выделена область распространения западного древнескандинавского диалекта, оранжевым — восточного древнескандинавского. Розовым и зелёным цветами выделены области распространения других германских языков, с которыми древнескандинавский ещё сохранял значительное взаимопонимание. Область синего цвета показывает распространение крымско-готского диалекта.
Крымско-готский язык
Древнезападноскандинавские диалекты
Древневосточноскандинавские диалекты
Древнегутнийский язык
другие германские языки

Кры́мско-го́тский язы́к — диалект готского языка, которым пользовались крымские готы в некоторых районах Крыма до конца XVIII века.

## Письменный источник

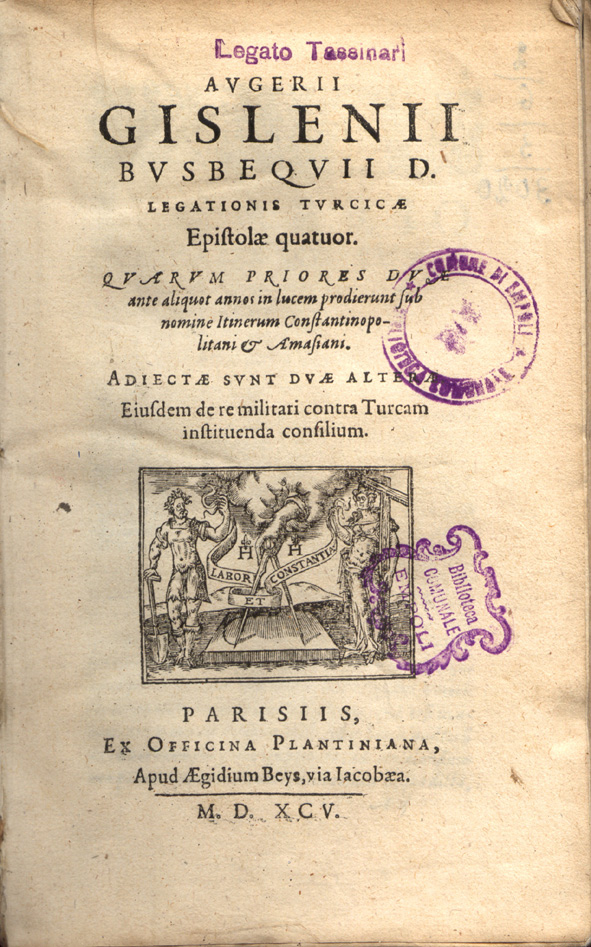
Обложка книги писем О де. Бусбека

Существование германского диалекта в Крыму с IX до XVIII веков подтверждено источниками, однако лишь один источник проливает свет на сам язык — письмо австрийского дипломата Ожье Гислена де Бусбека, датированное 1562 годом (опубликовано впервые в 1589 году). Оно содержит список из 96 слов и высказываний, а также песню на готском языке, которую дипломат услышал от крымчан в Константинополе.
Информация Бусбека не является точной. Во-первых, оба осведомителя не владели языком безупречно (один был греком, который знал крымско-готский как второй язык, второй был готом, который, однако, готским языком не владел и чьим родным языком был греческий). Во-вторых, вероятно, что родной фламандский язык Бусбека повлиял на транскрипцию написанных им слов. В-третьих, в тексте, несомненно, имели место опечатки.
На крымско-готский оказали влияние иранские языки: среди иранских (аланских) заимствований выделяют термины для обозначении числительных «сто» — sada (осетинское sada), и «тысяча» — hazer (персидское hazar), а также другие заимствования.
Существует два разных мнения насчёт этого идиома:
1. Крымско-готский язык является отдельной ветвью восточногерманских языков и отличается от готского языка епископа Ульфилы.
2. Крымско-готский язык происходит от диалекта (западно)германских поселенцев, близких по языку к англосаксам и фризам, которые мигрировали в Крым в раннем Средневековье, и чья речь в дальнейшем была видоизменена под влиянием готского языка.

В 2015 году опубликованы граффити на готском языке из Крыма, в основном религиозного содержания, относящиеся к середине IX — началу X века. Поверх данных граффити были нацарапаны чуть более поздние надписи на греческом языке, что первоначально затруднило их идентификацию (камни были обнаружены ещё в 1938 г.).

## Примеры текстов
Транслитерация / Транскрипция
1. [.]A[.]GÞMIKILṢ / [hv]a[s] g(u)þ mikils
2. SWEGÞUNṢARÞU / swe g(u)þ unsar? þu
3. ISGÞWAURKJAN[.]S / is g(u)þ waurkjan[d]s
4. SILDA LEIKA / sildaleika
5. USST[.] / usst[a]
6. NNDAN[..] / nndan[ds]
7. USDAUÞAIM / us dauþaim
8. JAHIN MIDJ[..] / jah in midj…
Перевод
Кто Бог великий как Бог наш? Ты — Бог творящий чудеса.
Воскресший из мертвых и в (?)
Транслитерация
†FAHILPSKAḶ[..]ṢÞ[.]WS[..]
Транскрипция
f(rauj)a hilp skal[ki]s þe[inis] Þ[e?]ws-
Перевод
Господи, помоги рабу Твоему Февс-
Транслитерация
1. FAHILPSKALKỊṢÞEIN
2. [.]ỌANJA[….]ẈẸINAG
3. JA[.]FRAẈẠỤRT[.]
Транскрипция
1. f(rauj)a hilp skalkis þein[is]
2. [i]o(h)anja (?)… weinag[ardjin- (?)]
3. ja[h] frawaur(h)t[is (?)]
Перевод
Господи, помоги рабу Твоему Иоанну (?) виноградарю (?) … и
грешнику.